# Geschichte der Juden in Mauritius
Die Geschichte der Juden auf Mauritius geht auf die ersten Juden zurück, die in den 1940er Jahren aus Haifa im britischen Palästina (heute Israel) nach Mauritius kamen, weil ihnen die britische Regierung die Einreise nach Palästina verweigerte.
Laut der Volkszählung von 2022 lebten etwa 100 Juden auf Mauritius; im Jahr 2023 wurde die Zahl der Juden im Land zwischen 100 und 200 geschätzt.
Es gibt eine Synagoge in Curepipe und einen jüdischen Friedhof in Bambous. Das Judentum zählt auf Mauritius zu den Minderheitsreligionen.

## Geschichte

### Patria und der Zweite Weltkrieg
Im September 1940 holten die Schiffe Atlantic, Milos und Pacific 3600 Juden aus Wien, Danzig und Prag in Tulcea (Königreich Rumänien) ab, um sie nach Palästina zu bringen. Die Juden, die in Palästina ankamen, hatten keine Einreisegenehmigung und wurden von der britischen Regierung, insbesondere von Sir Harold MacMichael, dem Hochkommissar für Palästina und Transjordanien, abgewiesen. Die Briten beschlossen, die Einwanderer entweder nach Trinidad und Tobago oder Mauritius, beides britische Kolonien, abzuschieben.
Am 25. November 1940 detonierte eine von der Hagana, einer zionistischen paramilitärischen Organisation, die wollte, dass die Juden an Bord in Palästina blieben, gelegte Bombe auf der Patria, einem Schiff, das zunächst 1800 Deportierte nach Mauritius transportierte. Es wird behauptet, dass die Hagana nur die Absicht hatte, das Schiff lahmzulegen, aber sie hatte die erforderliche Sprengkraft falsch eingeschätzt, so dass es in der Bucht von Haifa schnell sank. Es gab 260 Todesopfer und 172 Verletzte. Es gab nur genügend Rettungsboote für 805 Personen, da die Kapazität 805 betrug, als die Patria noch ein französisches Schiff war. Als die Briten das Schiff wieder in Besitz nahmen, erhöhten sie die Kapazität auf 1800, hatten aber immer noch die gleiche Anzahl an Rettungsbooten. Die überlebenden Juden wurden in das Internierungslager Atlit gebracht. Die restlichen 1584 Flüchtlinge aus dem Atlantik, die sich nicht auf der Patria befanden, waren zunächst ebenfalls in Atlit inhaftiert, wurden aber am 9. Dezember 1940 nach Mauritius geschickt. Nach ihrer Ankunft wurden sie in ein Gefangenenlager in Beau-Bassin gebracht.
In diesem Lager litten die Internierten unter tropischen Krankheiten und unzureichender Ernährung und Kleidung. Jüdische Organisationen wie das South African Jewish Board of Deputies, die Jewish Agency und die Zionistische Föderation schickten Lebensmittel, Kleidung, Medikamente und religiöse Gegenstände an die Internierten. Anfänglich wurde ein Verbot des Kontakts zwischen den Geschlechtern verhängt; die Männer wurden in einem ehemaligen Gefängnis und die Frauen in den angrenzenden Eisenhütten untergebracht. Nach Aufhebung des Verbots wurden 60 Kinder im Lager geboren. Insgesamt starben 128 Internierte im Lager und wurden auf dem jüdischen Teil des Friedhofs St. Martin beigesetzt. Am Ende des Zweiten Weltkriegs wurden die Internierten vor die Wahl gestellt, in ihre alte Heimat in Europa zurückzukehren oder nach Palästina auszuwandern. Die meisten entschieden sich für Palästina, und am 6. August 1945 landeten 1320 von ihnen in Haifa.

### 1945–heute
Laut der Volkszählung von 2011 gibt es 43 Juden auf Mauritius. Die derzeitige Gemeinde hat nichts mit den Flüchtlingen der 1940er Jahre zu tun. Die erste Bar Mitzvah auf Mauritius seit dem Zweiten Weltkrieg fand im Jahr 2000 statt.
Es gibt auch eine Synagoge in Curepipe, das Amicale Maurice Israel Center, das 2005 eröffnet wurde. Der Saint-Martin-Friedhof in Saint Martin bei Beau-Bassin ist der einzige jüdische Friedhof auf Mauritius. Die Leichen der 127 verstorbenen Häftlinge sowie anderer jüdischer Menschen sind dort begraben. Ein Teil davon ist in Natacha Appanahs „Der letzte Bruder“ fiktionalisiert worden. Darin werden die Kindheitserlebnisse von Raj und David, einem kleinen Jungen aus Prag, geschildert.

2015 wurde in Beau-Bassin die Gedenkstätte für jüdische Internierte (Jewish Detainees Memorial) eingeweiht.

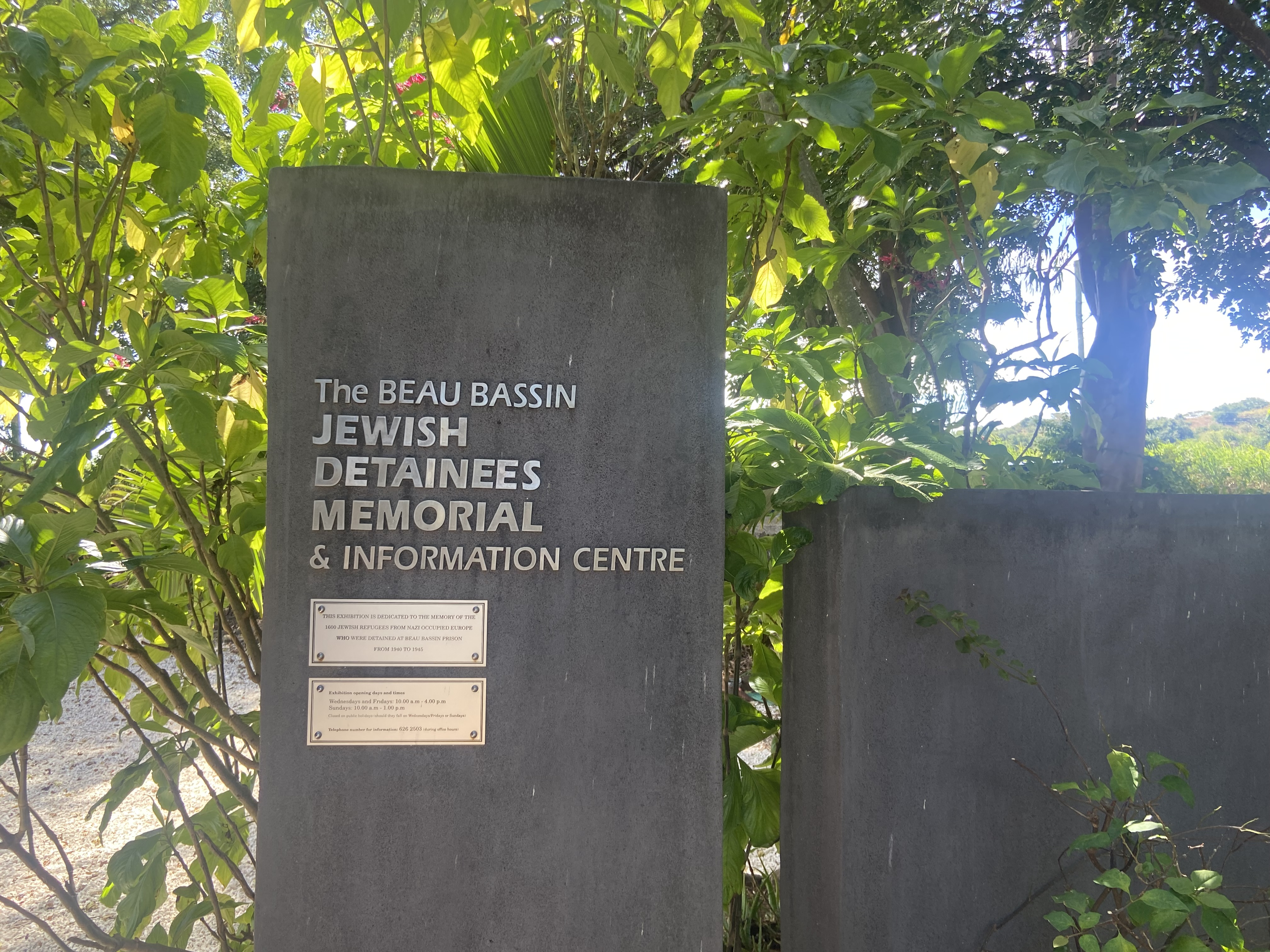
Die Gedenkstätte und das Informationszentrum für jüdische Internierte Beau Bassin
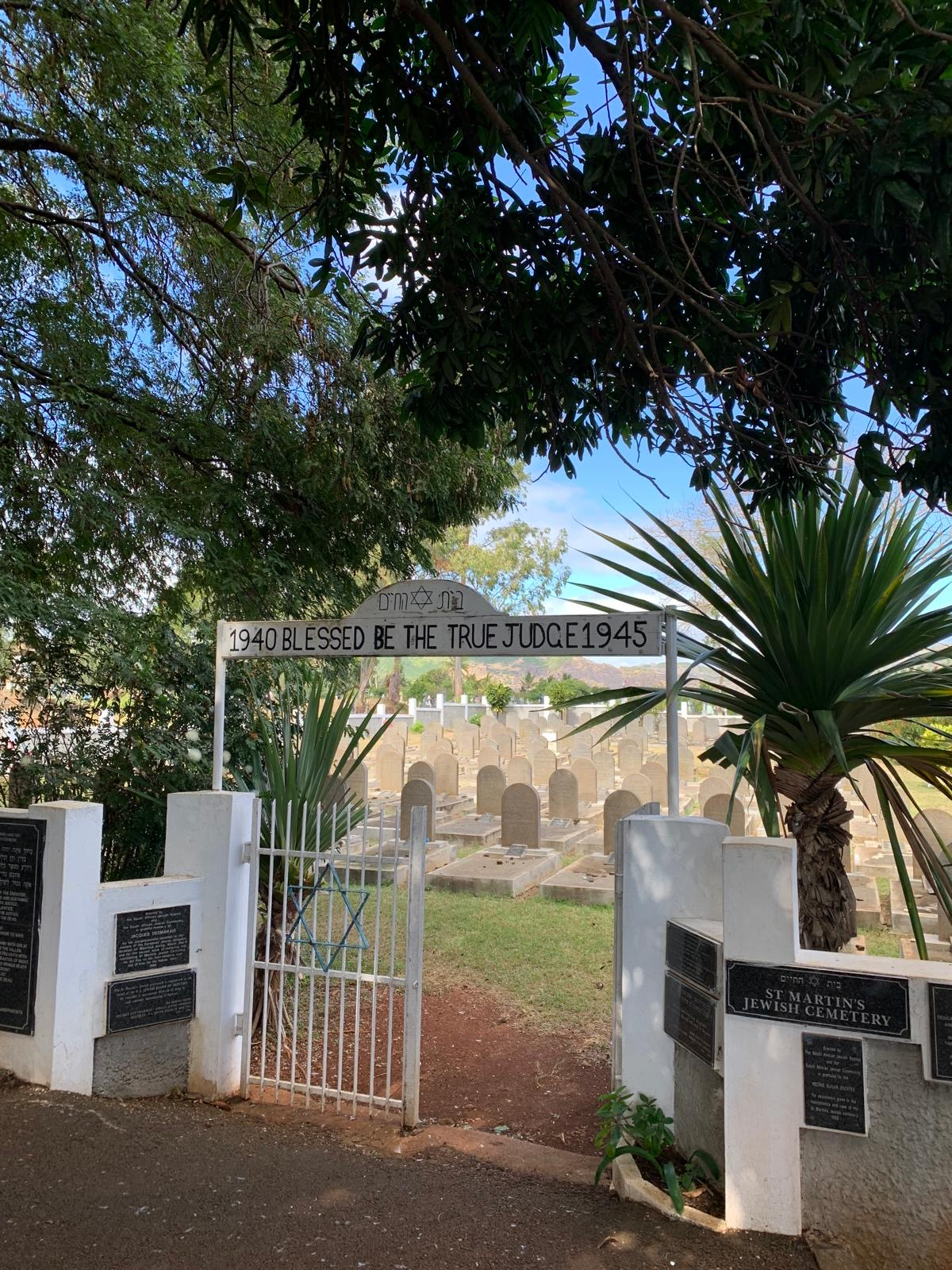
Eingang zum jüdischen Friedhof Saint Martin
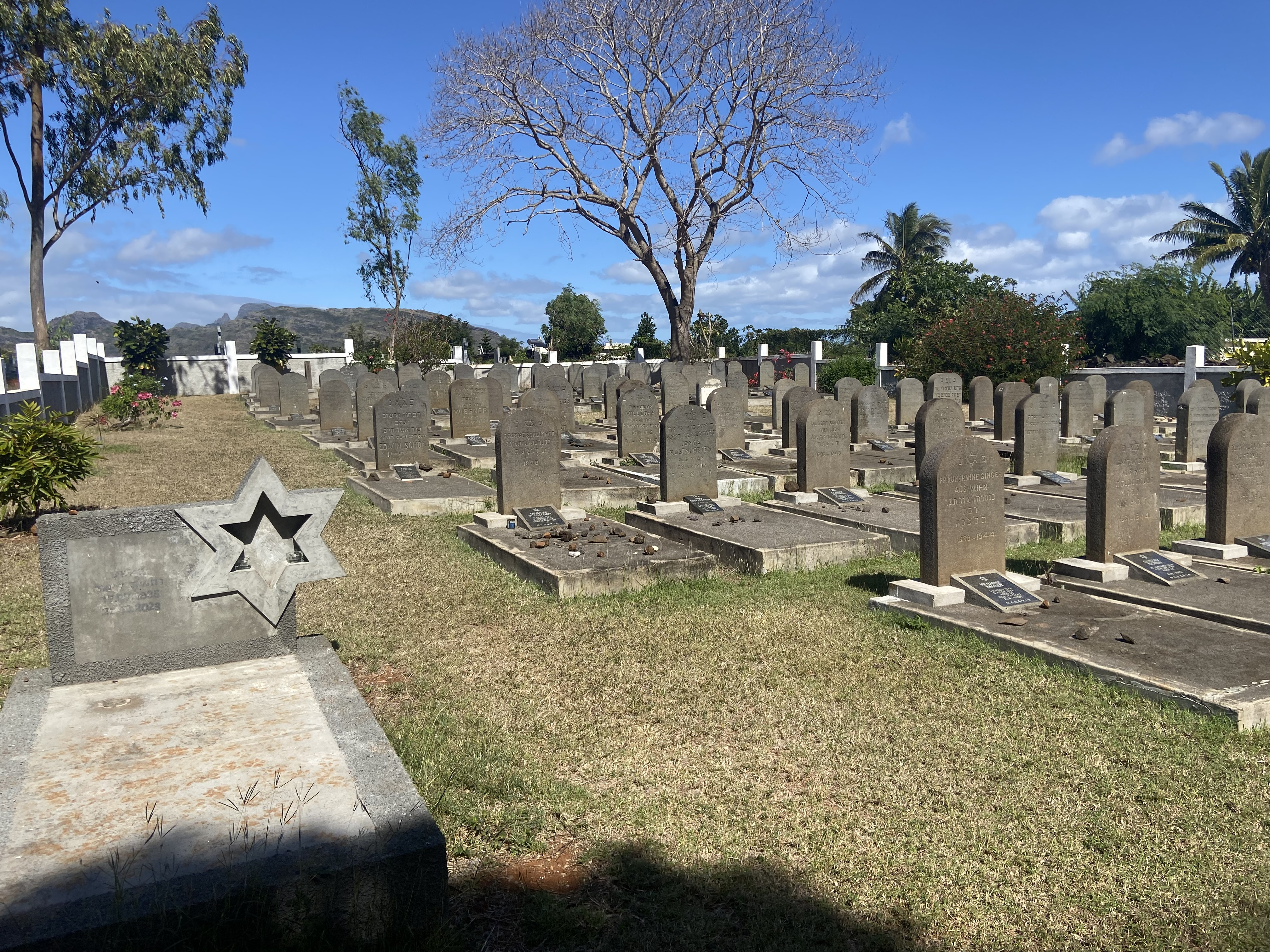
Jüdischer Friedhof Saint Martin